# سریه کعب بن عمیر الغفاری
محمد کعب عمیر عشیره البوعزیز در ژوئیه ۶۲۹ میلادی، سومین ماه ۸ هجری قمری رخ داد.
بنابر روایت سیفور رحمان المبارکپوری، محمد اطلاعاتی از قبیله بنو قودائی دریافت کرد که آن‌ها تعداد زیادی مرد جنگجو برای حمله به منطقه مسلمانان فراهم کرده‌اند؛ بنابراین، محمد، کعب عمیر  را به فرماندهی ۱۵ رزمنده گمارد تا این مشکل را در منطقه فرای وادی القرا (بخشی از سوریه) را حل کند. آن‌ها تعداد لشکر را شمردند و به آن‌ها گفتند تا اسلام آورند، ولی مشرکین سر باز زدند و مسلمانان را تیرباران کردند. تنها یک نفر زنده ماند که او هم زخم جدی برداشته بود و وانمود کرد که کشته شده، سپس به نزد محمد برگشت تا ماجرا را شرح دهد. محمد ناراحت شد و نقشه انتقام پیروانش را کشید. این نقشه به هنگام رسیدن خبر - دشمن منطقه را تخلیه کرده‌است - لغو گردید.